# Sergines
Sergines este o comună în departamentul Yonne, Franța. În 2009 avea o populație de 1,201 de locuitori.

## Evoluția populației
| An        | 1975 | 1982 | 1990 | 1999  | 2006  | 2009  |
| --------- | ---- | ---- | ---- | ----- | ----- | ----- |
| Populație | 764  | 802  | 900  | 1,080 | 1,186 | 1,201 |